# Camil Ressu
Camil Ressu né le 28 janvier 1880 à Galați et mort le 1er avril 1963  à Bucarest, est un peintre roumain.

## Biographie
Il étudia à l'Académie Julian.